# Rudolf Schröder (Gestapo)
Rudolf Walter Schröder (* 7. November 1903 in Dresden; † 17. Dezember 1981 in Brunsbüttel) war ein deutscher Gestapooffizier.

## Leben
Rudolf Schröder war der Sohn eines Zollinspektors. Er besuchte die Bürgerschule und das humanistische Gymnasium in Dresden. Von 1923 bis 1928 studierte er Rechtswissenschaften in Tübingen und Leipzig und legte 1934 in Dresden die zweite juristische Staatsprüfung ab. Er trat im November 1931 in die NSDAP und SA ein. Nach der Machtübergabe an die Nationalsozialisten wurde Schröder im Januar 1933 als SA-Mann Hilfspolizist und war mit Schutzhaftsachen, politischen Strafsachen und Postsperrangelegenheiten befasst. Ende 1933 gehörte er kurzzeitig dem Feldjägerkorps der SA an. Am 1. Juli 1934 wurde Schröder als Assessor in den Staatsdienst bei der Gestapo Sachsen aufgenommen. Im November 1934 wechselte er von der SA in die SS (SS-Nummer 272.288). 1936/37 war er Stabsführer und dann Hauptabteilungsleiter beim Sicherheitsdienst des Reichsführers SS (SD) in Leipzig und München. In Stuttgart wurde er 1937 zum Regierungsrat ernannt und bei der SS zum Sturmbannführer befördert, weitere Einsatzorte waren Köslin und Hildesheim.
Im Februar 1940 wurde er zum Gestapo-Chef in Bielefeld ernannt. Im Juni 1941 nahm er am Krieg gegen die Sowjetunion teil und war Verbindungsoffizier bei der Einsatzgruppe B in der Sowjetunion, die dort Morde an der Zivilbevölkerung und Massenmorde an den Juden beging. Von Dezember 1941 bis August 1944 war Schröder Chef der Gestapo in Reichenberg und damit für die Gestapo-Operationen im Reichsgau Sudetenland zuständig, insbesondere für die Erfassung und Deportation der im Sudetenland noch lebenden Juden in die Konzentrations- und Vernichtungslager oder in das Ghetto Theresienstadt. Von Juli 1944 an war er als Oberregierungsrat und SS-Obersturmbannführer bis Kriegsende Gestapo-Chef in Weimar.
Nach 1945 lebte er als Arbeiter in Wernigerode und verließ 1950 die DDR über West-Berlin. Er arbeitete danach als Verwaltungsangestellter bei der Gemeinde St. Goarshausen und lebte in Reichenberg.
Ende 1960 wurde Schröder in Paderborn für zwei Monate in Untersuchungshaft genommen. Ihm wurde zur Last gelegt, eine vom Reichssicherheitshauptamt verfügte, aber rechtswidrige Hinrichtung eines polnischen Ostarbeiters am 26. Juli 1940 in Hampenhausen geleitet zu haben, die er zur Abschreckung öffentlich durchführen ließ. Er wurde am 12. November 1962 vom Landgericht Paderborn wegen „Beihilfe zum Totschlag“ zu einem Jahr Gefängnis verurteilt.